# Общины Вьетнама
Община (вьет. xã) — административная единица третьего, общинного уровня во Вьетнаме, наряду с городской общиной-коммуной и кварталом. Является составной частью единицы второго, уездного уровня: уезда, города провинциального подчинения или административной единицы первого порядка.
На июль 2022 в составе Вьетнама было 8253 общины.

## Размер
Для размеров общин приняты следующие стандарты:
- население от 8000 человек (в горных районах — от 5000 человек)
- площадь от 30 км² (в горных районах — от 50 км²)

Наибольшую площадь имеет община Кронгна в уезде Буондон, провинция Даклак — 1113,79 км².

## Местное самоуправление
Путём выборов жители общины формируют народный совет, который занимается законодательством общины, а также контролирует исполнение законов и Конституции Вьетнама.
Исполнительный орган местного самоуправления — народный комитет. Председатель народного комитета избирается народным советом. Помимо него, в комитет входят заместитель председателя, департаменты общественной безопасности, финансов, культуры и другие. Также в него могут входить представители общественных организаций, таких как Союз коммунистической молодёжи, Союз женщин и Союз ветеранов войны.